# Esmeraldas (telenovela)
Pour les articles homonymes, voir Esmeraldas.
Esmeraldas est une telenovela colombienne diffusée entre le 14 avril et le 17 juillet 2015 sur Caracol Televisión.

## Synopsis
La Victoria est une ville qui pourrait bien être définie comme un enfer vert où prévaut la loi du plus fort, alimentée par la cupidité que suscitent les émeraudes. La famille Guerrero arrivera à cet endroit. Alejandro Guerrero, père de Ricardo, Eduardo et Olga Guerrero, est obligé d'emmener sa famille dans ce lieu lointain, où la bonanza émeraude produit des épisodes de sang et de feu qui se répètent de génération en génération. Au milieu de cette guerre, Alejandro devra faire face dès son arrivée à Patricio Ortega, grand patron de la région, non seulement pour avoir eu des principes opposés, mais aussi pour avoir le malheur que la femme désirait le plus du patron, réparer ses yeux et son cœur en lui. Pendant que la guerre se noie à La Victoria, Alejandro surmontera le combat personnel le plus dur qui soit : il doit voir comment ses trois enfants suivent des directives contraires à leurs principes. 
Eduardo deviendra tout ce qu'Alejandro répudiera, un être ambitieux, excessif et sans cœur, qui pourra se disputer le sang, avec son propre frère le pouvoir dans la région et surtout l'amour d'une femme. Olga se trompera en épousant un homme qui en aime un autre et vivra déterminée à sauver cet impossible amour pour tous. Ricardo, qui serait apparemment le seul à reproduire les valeurs de son père, finira par commettre le seul péché qui rendra sa vie dure pendant de nombreuses années, tombant amoureux de ce qui deviendra bientôt la femme de son frère, un secret qui ne sera révélé que quand elle tombe enceinte et que personne ne sait lequel des deux Guerrero est le père. Cette saga ne semble pas avoir de fin, en comptant les trois guerres les plus sanglantes qui ont frappé cette région, où des affrontements ont eu lieu, en raison de la chance de s’enrichir, ont créé la guerre d’Émeraude.

## Distribution
(janvier 2025).
 (janvier 2025).
- Luis Fernando Montoya : Alejandro Guerrero
- Nicolás Montero : Alejandro Guerrero (jeune)
- Jairo Camargo : Ricardo Guerrero
- Jimmy Vásquez : Ricardo Guerrero (adulte)
- Juliana Bautista : "Azucena y Esperanza" (enfant)
- Ricardo Mejía : Ricardo Guerrero (jeune)
- Haydée Ramírez : Olga Guerrero
- Carolina Acevedo : Olga Guerrero (adulte)
- Laura de León : Olga Guerrero (jeune)
- Tommy Vásquez : Eduardo Guerrero
- David Prada : Eduardo Guerrero (jeune)
- Patricia Ércole : Reina Ortega
- Alejandra Lara : Reina Ortega (jeune)
- Kristina Lilley : Esmeralda Ortega
- María Lara : Esmeralda Ortega (adulte)
- Nicole Santamaría : Esmeralda Ortega (jeune)
- Diego Vásquez[réf. nécessaire] : Patricio Ortega
- Víctor Gómez : Alcides Pinzón
- Manuel José Chávez : Alcides Pinzón (jeune)
- Carlota Llanos : Gladys de Ortega
- Isabel Gaona : Gladys de Ortega (joven)
- Armando Gutiérrez : Javier
- Carlos Fernández : Père Javier (adulte)
- Peter Cárdenas : Père Javier (jeune)
- Jorge Herrera : Melo
- Nelson Camayo : Melo (jeune)
- Walter Luengas : Zarco
- Luly Bossa  : Alcira (adulte)
- Stefanía Gómez : Alcira (jeune)
- Carolina Gaitán : Esperanza
- Sofia Reyes : Esperanza (jeune)
- John Alex Toro : Daniel
- Fernando Arévalo : Tito
- Álvaro Rodríguez : Jacinto Casas
- Juan Carlos Arango : Iván
- Rafael Zea : Rubén
- Biassini Segura : Rubén (jeune)
- Edgardo Román : Fermín Rojas
- Mario Duarte : Inspecteur Rogelio Téllez
- Saín Castro : "El Tigre"
- Carlos Hurtado : "El Tigre" (adulte)
- Juan Felipe Muñoz : "El Tigre" (jeune)
- Anasol : Lucia "Flor del Valle"
- Gill González : Lucia "Flor del Valle" (jeune)
- Juana Arboleda : Amada Rosa
- Gilberto Ramírez : Zeus
- Lucho Velazco : Zeus (jeune)
- Hermes Camero : "Pateperro"
- Anderson Balsero : "Pateperro" (jeune)
- Julio Pachón : "Malasuerte"
- Javier Ávila : "Malasuerte" (jeune)
- Fernando Villate : Gonzalo
- Carlos Gutiérrez : Ramiro
- Julio Sánchez Coccaro : Sigifredo
- Gastón Velandia : Villegas
- Alfonso Rojas : Rómulo
- Luis Alfredo "Lucho" Velasco : Octavio Guerrero
- Juan Pablo Urrego : Octavio Ortega / Octavio Guerrero (jeune)
- Johana Bustos : Verónica Guerrero
- Danielle Arciniegas : Verónica Guerrero (jeune)
- Rodolfo Silva : Mauro Moreno
- Orlando Lamboglia : Senateur
- Fernando Lara : Père Alfonso
- Heidy Bermúdez : Adelaida
- Julio Correal : Sergent Santos
- Juan Calderón : Israel
- Margarita Reyes : Úrsula
- Hector Mejia : Cabo Torres
- Pedro Mogollón : Arístides Bayona
- Guillermo Gálvez : Rodolfo
- Alex Quiroga : Gerardo Sánchez
- Salvador Puente : Sánchez
- Sandra Roman : Cecilia
- Gustavo Angarita Jr. : Gabriel
- Kevin Alvarado : Gabriel (jeune)
- Sebastian Aguasca : Víctor
- Natalia Jerez : Carolina Barrera
- Greeicy Rendón : Paula Guáqueta
- Eduardo López : José Alejandro Guerrero
- Kepa Amuchastegui : Roberto Barrera
- Luigi Aycardi : Colonel Marcial Marin
- Omar Murillo : "El Negro" Juárez
- Juan Pablo Barragan : "Ñato"
- Mario Ruiz : "Chepe"
- Aura Helena Prada : Alcaldesa
- Orlando Valenzuela : Oscar Bonilla
- Christophe De Geest : Jones
- Juan Sebastian Mogoyon : Arroyave
- Alberto Carreño : Raúl
- Carlos Kaju : Jeremias
- Alex Betancur : Morraya
- Freddy Ordoñez
- Adrian Jiménez
- Waldo Urrego :  "El Pelusa"
- Elianis Garrido : Lorena
- Roberto Marin : Carlos
- Lina Castrillon : Xiomara
- Federico Rivera : Ulises
- Cristina Campuzano : Alicia Bejarano

## Diffusion
- Caracol Televisión (2015)